# جودی ویلیامز
جودی ویلیامز (انگلیسی: Jody Williams؛ زاده ۹ اکتبر ۱۹۵۰) یک نیکوکار اهل ایالات متحده آمریکا است.جودی ویلیامز بنیانگذار کمپین بین النللی منع بکارگیری مین های ضدنفراست